# Václav Svatoň
Václav Svatoň (Teplice, 28 ottobre 1915 – 8 ottobre 1982) è stato un calciatore cecoslovacco, di ruolo centrocampista.

## Carriera

### Nazionale
Debutta in Nazionale il 19 settembre 1937 contro l'Ungheria (8-3).